# Rodney Croome

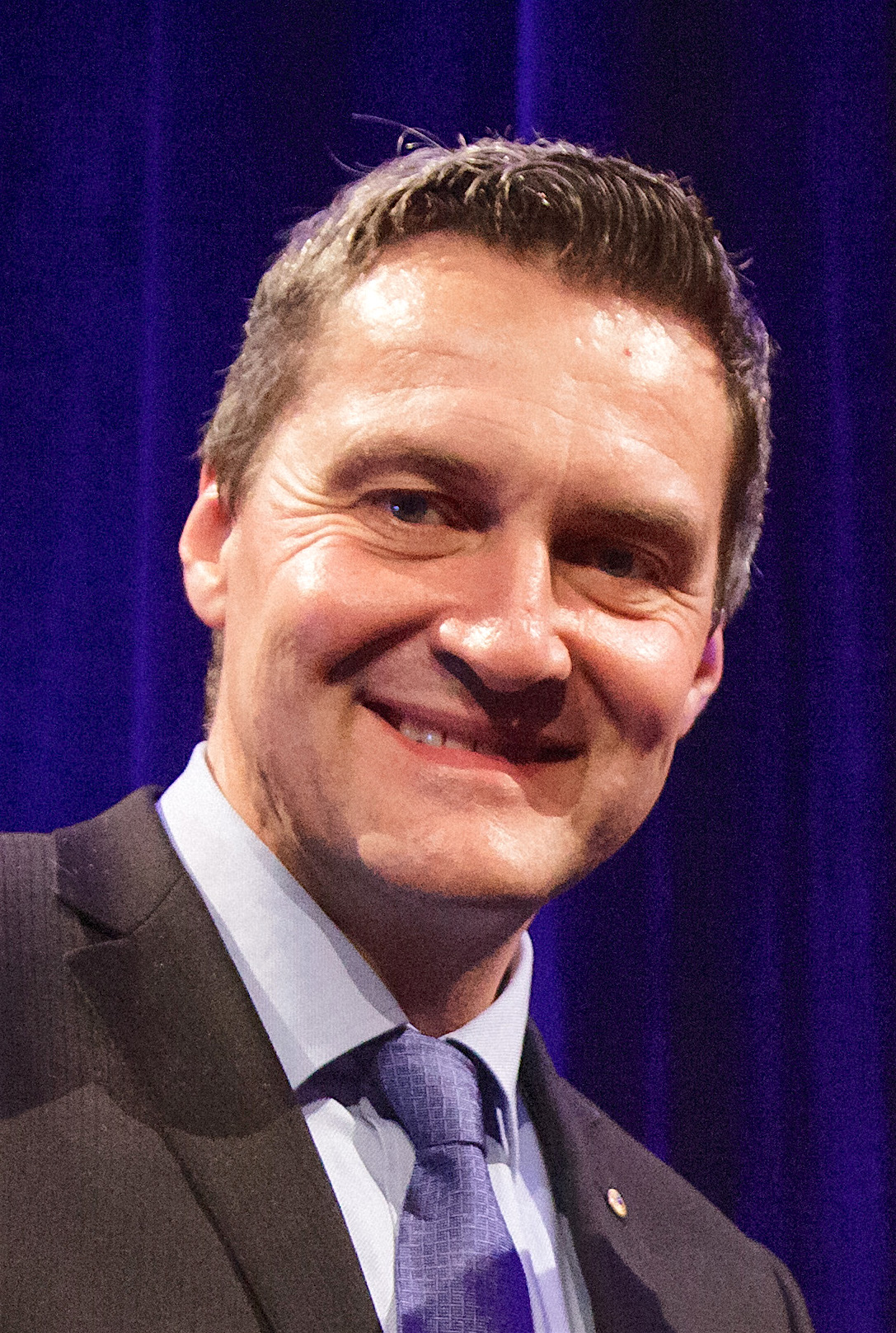
Croome en los Premios Derechos Humanos 2015

Rodney Peter Croome  es un académico y activista australiano por los derechos LGBT. Trabajó en la campaña para despenalizar la homosexualidad en Tasmania, fue uno de los fundadores de Australian Marriage Equality y actualmente se desempeña como portavoz del Grupo de Derechos de Gays y Lesbianas de Tasmania y portavoz del grupo de defensa LGBT Just. Igual.

## Primeros años
Croome creció en una granja lechera en el noroeste de Tasmania y estudió Historia Europea en la Universidad de Tasmania, donde se graduó con una Licenciatura en Artes en 1988.

## Activismo

### Tasmania
Croome fue el presidente fundador y miembro de la junta directiva de la organización de apoyo LGBT de Tasmania, 'Working It Out', además de formar parte de varias otras organizaciones similares, desempeñó un papel de liderazgo en el establecimiento de una educación que desafiara la homofobia en las escuelas públicas de Tasmania. y en la Policía de Tasmania, así como la institución de leyes contra la discriminación en Tasmania. También encabezó la exitosa campaña para despenalizar la homosexualidad en Tasmania, que hasta el 1 de mayo de 1997 era un delito punible con hasta 25 años de cárcel. En esa campaña, los activistas de Tasmania llevaron su caso ante las Naciones Unidas (Toonen contra Australia), el Gobierno Federal y el Tribunal Superior. En 1997, en el caso Croome contra Tasmania, Croome solicitó al Tribunal Superior de Australia que se pronunciara sobre si las leyes de Tasmania eran incompatibles con la Ley federal de derechos humanos (conducta sexual) de 1994. El Gobierno de Tasmania derogó las disposiciones pertinentes del Código Penal tras fracasar en sus intentos de archivar el asunto. En 2009, Croome fue nombrado uno de los 25 australianos homosexuales más influyentes por los lectores del sitio web Samesame.com.au. Croome pidió revisiones de los procesos de los donantes de sangre, diciendo que el proceso de selección de los donantes de sangre no cuestionaba a los heterosexuales sobre sus prácticas sexuales seguras, pero señalaba a los hombres homosexuales y bisexuales como de alto riesgo: "Realmente es hora de que la Cruz Roja cambie su política y centrarse en si los donantes tienen relaciones sexuales seguras o no seguras en lugar del género de la persona con la que tienen relaciones sexuales".

### El matrimonio del mismo sexo
Croome fue uno de los primeros defensores en Australia en plantear la cuestión del matrimonio entre personas del mismo sexo, en un momento en que no era un tema de discusión popular ni dentro de la comunidad LGBTI ni en general. A pesar de la oposición a la idea del matrimonio igualitario, Croome dedicaría los siguientes 13 años de su vida a luchar por el matrimonio igualitario para todos los australianos. En 2010, Croome fue coautor de un libro que presenta los casos a favor y en contra del matrimonio igualitario, titulado POR QUÉ vs POR QUÉ: matrimonio gay (Pantera Press).
En 2012, Croome se convirtió en el quinto Director Nacional de Matrimonio Igualitario en Australia. El 8 de mayo de 2013, Croome debatió con Patrick Langrell sobre el matrimonio entre personas del mismo sexo en la Universidad de Nueva Gales del Sur. En septiembre de 2013, Rodney Croome escribió al grupo Acción Comunitaria contra la Homofobia CAAH expresando su preocupación con respecto a los métodos de campaña radicales que utilizan en las campañas sobre el matrimonio entre personas del mismo sexo y diciendo: "Es un doble rasero exigir respeto por las relaciones entre personas del mismo sexo sin mostrar el mismo respeto a cambio". Croome apoya a las comunidades trans e intersexuales de Australia en su búsqueda de la igualdad en el matrimonio diciendo: "la campaña por la igualdad en el matrimonio debe incluir a todas las parejas amorosas y comprometidas, independientemente de su sexo, orientación sexual, identidad de género o condición de intersexual ". En 2015, Croome publicó su último libro, "De este día en adelante: matrimonio igualitario en Australia" (Walleah Press).
En 2015, el arzobispo de Tasmania, Julius Porteous, distribuyó un folleto político titulado "No te metas con el matrimonio"  que aconsejaba a los padres presionar a los parlamentarios contra el matrimonio entre personas del mismo sexo. Croome alentó a los padres a presentar quejas ante el Comisionado Antidiscriminación de Tasmania, afirmando: "Insto a todos los que lo consideren ofensivo e inapropiado, incluidos profesores, padres y estudiantes, a presentar una queja ante el Comisionado Antidiscriminación, Robin Banks". El programa ABC Media Watch informó que Croome, junto con Christine Forster, habían sido entrevistados 32 veces sobre el tema del matrimonio entre personas del mismo sexo, en los primeros 12 días de agosto de 2015.

## Carrera
Croome ha sido editor de la revista literaria de Tasmania, 'Island', consultor de investigación para la Autoridad Administrativa de Port Arthur y la Fundación Freilich, con sede en la Universidad Nacional de Australia, y profesor honorario de Sociología en la Universidad de Tasmania . 

## Premios
Croome recibió el premio inaugural al Humanitario del Año de Tasmania y recibió el premio Chris Carter Memorial por las contribuciones de los demócratas australianos a la comunidad gay y lesbiana en 1991. En 1994, fue preseleccionado para el premio Australiano del Año. En enero de 2001, recibió la Medalla del Centenario por "servicio y amplia contribución a la reforma legal de gays y lesbianas"  y en junio de 2003 fue nombrado miembro de la Orden de Australia (AM) por "servicio a la comunidad". como defensor de los derechos humanos, particularmente promoviendo la tolerancia y la comprensión de los derechos humanos de los gays y lesbianas". Croome fue nombrado Australiano de Tasmania del Año 2015 y, en consecuencia, fue finalista del Australiano del Año 2015. 

## Publicaciones
- Croome, Rodney; Muehlenberg, Bill (2010). WHY vs WHY: Gay Marriage. Sydney: Pantera Press.
- Croome, Rodney (2015). From This Day Forward: Marriage Equality in Australia. Sydney: Walleah Press.